# Mordella picta
Mordella picta es una especie de coleóptero de la familia Mordellidae.

## Distribución geográfica
Habita en México, Guatemala, Nicaragua,  Panamá y Sudamérica.